# ブルガリア1300
ブルガリア1300（英語: Bulgaria 1300）は、ブルガリア初の人工衛星。インターコスモス計画の一環であり、インテルコスモス＝ブルガリア-1300（ブルガリア語: Интеркосмос-България-1300）またはインテルコスモス22号（Интеркосмос 22）、インターコスモス22号（Intercosmos 22）とも呼ばれる。ブルガリア人民共和国時代にソビエト連邦との協力の下、打ち上げられた。

## 概要
インターコスモス計画の一環としてソ連から提供されたメテオール衛星バスを元にブルガリア宇宙局が開発した。組み立てはブルガリア国内で行われ、1981年8月7日現地時間13時35分、プレセツク宇宙基地から打ち上げられ、準極軌道に投入された。1981年は建国1300周年記念だったため、ブルガリア1300と命名された。
ブルガリア1300は科学衛星であり、ブルガリア国内で設計・製造された科学装置が多種搭載されている。電界や低エネルギープラズマを正確に測定するため、ソーラーパネルを含めて機体は特殊な材質に覆われていた。電力は2kWのソーラーパネル2枚によって供給され、食のときは蓄電池を使用した。集められたデータは60メガビット容量のテープレコーダー2基に記録された。
運用年数は計画されておらず、2009年でも衛星は運用中で、地球の極地域における宇宙データを送信している。

## ミッション機器
- Ion Drift Meter combined with a Retarding Potential Analyzer
- Spherical Electrostatic Ion Trap
- Cylindrical Langmuir probe
- Double spherical electron temperature probes
- Low-Energy Electron-Proton Electrostatic Analyzer Array in 3 orthogonal directions
- Ion Energy-Mass Composition Analyzers
- Wavelength Scanning UV Photometer
- Proton Solid-State Telescope
- Visible Airglow Photometers
- Triaxial Spherical Vector Electric Field Probes
- Triaxial Fluxgate Magnetometer